# Plaquette forestière

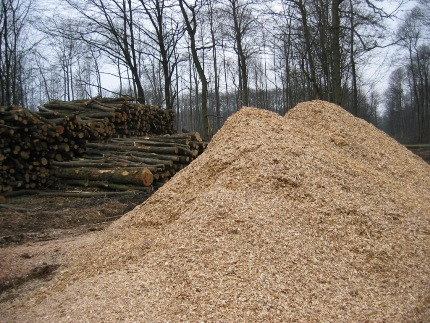
Tas de plaquettes forestières

La plaquette forestière est, avec les bûches, les granulés de bois (ou pellets) et les déchets connexes de scieries, l’une des quatre sources d’approvisionnement des chaudières au bois énergie.

La plaquette forestière est le résultat du broyage par des engins mécanisés (broyeurs à couteaux) des rémanents d’une exploitation forestière ou de bois de faible diamètre ou de faible qualité dont c'est souvent la seule valorisation possible. Certains broyeurs peuvent également fabriquer de la plaquette à partir de souches mais les débouchés de ce type de plaquettes sont plus réduits que ceux de la plaquette classique.
La plaquette forestière se présente sous la forme de petits morceaux de bois d’environ 2 × 2 × 5 cm. Sa teneur en eau (contraire de siccité état de ce qui est sec) varie de 25 à 35 % pour la plaquette destinée aux petites chaudières de particuliers, et de 40 à 55 % pour les grosses chaudières professionnelles. À cause du foisonnement, 1 m3 de bois plein représente environ 2,5 à 3 mètres cubes apparents de plaquette (MAP).
Elle présente un rendement énergétique supérieur au bois-bûche dans certaines conditions (chauffage bois-bûche 10-15 % de chauffage utile en cheminée ouverte, plaquettes 75 à 85 % en chaudière moderne) et le rapport vis-à-vis du pétrole est d’environ 2,5 tonnes de plaquettes pour 1 tonne d'équivalent pétrole.

## Production

### Productivité
Elle varie considérablement selon le type de forêt, de contexte bioclimatique et selon la maturité du boisement au moment de la coupe ou du dépressage.
En France, l'ADEME estimait en 2009 que la forêt française pouvait produire environ 50 t/ha de plaquette forestière (bois A).

### Déchiquetage
L’opération de déchiquetage consiste à découper en plaquettes les produits de la récolte du bois (arbres entiers, branches ou billons). Elle s’effectue grâce à une déchiqueteuse de bois qui est une machine dotée d’un rotor (tambour ou disque) muni de couteaux et transforme le bois en plaquettes dont les caractéristiques sont liées à la fois aux produits déchiquettés et à la machine utilisée.
Cette opération peut être sous-traitée si l'on est propriétaire forestier. Sinon il est possible, en 2010, de se faire livrer cet excellent combustible renouvelable et naturel, véritablement produit en local, par une foule de producteurs la plupart situés dans un rayon de 30 à 50 km de tout point de France mis à part quelques rares régions très peu ou pas du tout boisées. En effet, toutes les essences de bois peuvent être mélangées y compris celles dites bocagères.

### Logistique
Le bois peut être transformé en plaquettes en forêt - sous réserve de traiter des bois à teneur en eau inférieure à 30/35 % - et directement transporté chez l’utilisateur (approvisionnement direct) ou stockées dans un entrepôt intermédiaire (indirect) pour séchage en quatre mois à la suite d'un échauffement naturel pouvant atteindre 70° provoqué par la présence des écorces en décomposition. Il y a un risque d'auto-inflammation, en particulier si les plaquettes sont de faible granulométrie ou compactées.
L’approvisionnement indirect en plaquettes est le plus cher car il nécessite un entreposage intermédiaire donc plus de manutention. En revanche, les plaquettes sèches acquièrent un pouvoir calorifique passant de 2,8 à 3,8 à 20 % de teneur en eau. Cet avantage naturel rend ce combustible bois le plus économique des quatre en coût calorie. Consulter un spécialiste de la production de plaquettes forestières est donc recommandé.